# William Bakewell (marinaio)
William Lincoln Bakewell (Joliet, 26 novembre 1888 – Dukes, 21 maggio 1969) è stato un marinaio ed esploratore statunitense. Ha partecipato alla spedizione Endurance in Antartide sotto il comando di Ernest Henry Shackleton.

## Biografia
Fingendo di essere canadese, riesce a farsi arruolare da Ernest Shackleton per partecipare alla spedizione Endurance durante la sosta dell'omonima nave nella città uruguayana di Montevideo. Insieme a Walter How, Bakewell aiuta il giovane Perce Blackborow ad imbarcarsi clandestinamente a bordo della nave. È stato insignito della medaglia polare di bronzo.